# Lindneromyia maggioncaldai
Lindneromyia maggioncaldai is een vliegensoort uit de familie van de breedvoetvliegen (Platypezidae). De wetenschappelijke naam van de soort is voor het eerst geldig gepubliceerd in 1966 door Kessel.